# Клейрак, Этьен

Us et coustumes de la mer, 1647 (Milano, Fondazione Mansutti)

Этьен Клейрак (фр. Estienne Cleirac; 1583—1657) — французский юрист.
Ему принадлежит обширный труд по международному морскому праву: «Des us et coutumes de la mer» (1647). Огромное количество материалов по обычному морскому праву, собранных Клейраком, легло в основание ордонансов 1673 и 1681 о торговле и о флоте. Сочинение Клейрака «L’usance du négoce ou commerce de la banque des lettres de change» (1659) включает в себя ценный материал для истории банковых учреждений и вексельного обращения в Европе до середины XVII века. Клейрак оставил ещё два сочинения: «Le droit de Coste» и «Le royal ambre gris».